# Dichiarazione di Shusha
La Dichiarazione di Shusha, ufficialmente la Dichiarazione di Shusha sull'Alleanza, è una dichiarazione sulle relazioni di alleanza tra l'Azerbaigian e la Turchia firmata il 15 giugno 2021.

## Storia
La dichiarazione congiunta sulle relazioni di alleanza è stata firmata a Shusha il 15 giugno 2021 tra il presidente dell'Azerbaigian Ilham Aliyev e il presidente della Turchia Recep Tayyip Erdogan nell'ambito della visita ufficiale di due giorni di quest'ultimo in Azerbaigian.

## Scopo
La dichiarazione ha toccato varie questioni nei settori politici, economici, commerciali, culturali, educativi, sportivi, della sicurezza energetica, del Corridoio meridionale del gas, di cooperazione nel campo dell'industria della difesa, di cooperazione militare e di mutua assistenza militare, del cosiddetto "corridoio di Zangezur", della possibilità di cooperazione nell'ambito della proposta piattaforma a sei (Azerbaigian, Armenia, Russia, Turchia, Iran, Georgia), con l'apertura di un consolato turco a Shusha.

## Reazioni
- Il Ministero degli Affari Esteri dell'Armenia ha fermamente condannato la firma della dichiarazione da parte dei presidenti azero e turco, nonché il discorso di Erdoğan all'Assemblea nazionale dell'Azerbaigian e la visita congiunta dei presidenti azero e turco nella "città attualmente occupata di Shushi della Repubblica dell'Artsakh", considerandola "una provocazione contro la sicurezza e la pace nella regione".[10]

- Il portavoce del presidente russo Dmitry Peskov, commentando la dichiarazione del presidente turco Recep Tayyip Erdoğan sulla possibile istituzione di una base militare turca in Azerbaigian, ha affermato che "il dispiegamento di infrastrutture militari da parte dei paesi dell'alleanza [NATO] vicino ai nostri confini è motivo della nostra particolare attenzione così come un motivo per noi di prendere provvedimenti per garantire la nostra sicurezza e i nostri interessi", sottolineando che "gli attori regionali non devono intraprendere azioni che contengano elementi che potrebbero causare un aumento delle tensioni". Anche il ministro degli Esteri russo Sergey Lavrov ha commentato la questione, liquidandola come voci di corridoio.[11]

### Esplicative
1. ↑   In azero: Türkiyə Respublikası ilə Azərbaycan Respublikası arasındakı müttəfiqlik münasibətləri haqqında Şuşa Bəyannaməsi 
In turco: Türkiye Cumhuriyeti ile Azerbaycan Cumhuriyeti Arasında Müttefiklik İlişkileri Hakkında Şuşa Beyannamesi

### Bibliografiche
1. ↑   Osservatorio Balcani e Caucaso, La Dichiarazione di Shusha e il futuro del Caucaso del sud, su OBC Transeuropa. URL consultato l'8 gennaio 2022.
2. ↑   Azerbaigian-Turchia: Aliyev ed Erdogan siglano Dichiarazione di Shusha sull'alleanza, su Agenzia Nova. URL consultato l'8 gennaio 2022.
3. ↑   Azerbaigian-Turchia: Aliyev ed Erdogan siglano Dichiarazione di Shusha sull'alleanza | TRT Italiano, su trt.net.tr. URL consultato l'8 gennaio 2022 (archiviato dall'url originale l'8 gennaio 2022).
4. ↑  (RU) Официальный сайт президента Азербайджанской Республики - НОВОСТИ » Мероприятия, su president.az. URL consultato l'8 gennaio 2022.
5. ↑   СМИ: Эрдоган прибыл в Шушу для подписания соглашения по Нагорному Карабаху, su ТАСС. URL consultato l'8 gennaio 2022.
6. ↑  (RU) «Исторический день»: о чем Эрдоган и Алиев договорились в Карабахе, su Газета.Ru. URL consultato l'8 gennaio 2022.
7. ↑   Президент Турции на пути к жемчужине Азербайджана, su aa.com.tr. URL consultato l'8 gennaio 2022.
8. ↑  (TR) Erdoğan ve Aliyev 'Şuşa Beyannamesi'ne imza attı, su trthaber.com. URL consultato l'8 gennaio 2022.
9. ↑   Azerbaijan, Turkey sign declaration of alliance as Erdogan visits Karabakh - China.org.cn, su china.org.cn. URL consultato l'8 gennaio 2022.
10. ↑  (HY) ՀՀ ԱԳՆ մեկնաբանությունը Թուրքիայի և Ադրբեջանի նախագահների կողմից ստորագրված հռչակագրի առնչությամբ, su mfa.am. URL consultato l'8 gennaio 2022.
11. ↑  (EN) Nagorno-Karabakh: Russian response to the Shusha declaration, su caucasuswatch.de. URL consultato l'8 gennaio 2022.